# Heizmannia chandi
Heizmannia chandi är en tvåvingeart som beskrevs av Edwards 1922. Heizmannia chandi ingår i släktet Heizmannia och familjen stickmyggor. Inga underarter finns listade i Catalogue of Life.